# Детлеф Шремпф
Детлеф Шремпф (нім. Detlef Schrempf, нар. 21 січня 1963, Леверкузен, ФРН) — німецький професіональний баскетболіст, що грав на позиціях легкого форварда і важкого форварда за декілька команд НБА. Гравець національної збірної Німеччини, у складі якої був учасником Олімпійських ігор. Згодом — баскетбольний тренер.

## Ігрова кар'єра
На університетському рівні грав за команду Вашингтон (1981–1985).
1985 року був обраний у першому раунді драфту НБА під загальним 8-м номером командою «Даллас Маверікс». Захищав кольори команди з Далласа протягом наступних 4 сезонів.
З 1989 по 1993 рік грав у складі «Індіана Пейсерз», куди перейшов в обмін на Герба Вільямса. 1991 та 1992 року вигравав нагороди найкращого шостого гравця НБА. Наступного року вперше взяв участь у матчі всіх зірок НБА.
1993 року перейшов до «Сіетл Суперсонікс», у складі якої провів наступні 6 сезонів своєї кар'єри. 1995 та 1997 року брав участь у матчах всіх зірок. 1996 року допоміг команді дійти до фіналу НБА, де «Сіетл» програв «Чикаго Буллз» з Майклом Джорданом на чолі.
Останньою ж командою в кар'єрі гравця стала «Портленд Трейл-Блейзерс», до складу якої він приєднався 1999 року і за яку відіграв 2 сезони.

## Виступи за збірну
На міжнародному рівні виступав за збірну ФРН, яку представляв на Олімпійських іграх 1984 і Євробаскетах 1983 та 1985. 1992 року предаставляв уже збірну Німеччини на Олімпіаді 1992.

## Тренерська діяльність
24 січня 2006 року був призначений асистентом головного тренера Боба Гілла у клубі «Індіана Пейсерз», де пропрацював до 2007 року.

## Особисте життя
Одружений, має двох синів. Активно займається громадською діяльнстю, заснувавши благодійну організацію Detlef Schrempf Foundation.

## Статистика виступів

### Регулярний сезон
| Сезон              | Команда                   | GP    | GS  | MPG  | FG%  | 3P%  | FT%  | RPG | APG | SPG | BPG | PPG  |
| ------------------ | ------------------------- | ----- | --- | ---- | ---- | ---- | ---- | --- | --- | --- | --- | ---- |
| 1985–86            | «Даллас Маверікс»         | 64    | 12  | 15.1 | .451 | .429 | .724 | 3.1 | 1.4 | .4  | .2  | 6.2  |
| 1986–87            | «Даллас Маверікс»         | 81    | 5   | 21.1 | .472 | .478 | .742 | 3.7 | 2.0 | .6  | .2  | 9.3  |
| 1987–88            | «Даллас Маверікс»         | 82    | 4   | 19.4 | .456 | .156 | .756 | 3.4 | 1.9 | .5  | .4  | 8.5  |
| 1988–89            | «Даллас Маверікс»         | 37    | 1   | 22.8 | .426 | .125 | .789 | 4.5 | 2.3 | .6  | .2  | 9.5  |
| 1988–89            | «Індіана Пейсерз»         | 32    | 12  | 31.4 | .514 | .263 | .772 | 7.2 | 2.9 | .9  | .3  | 14.8 |
| 1989–90            | «Індіана Пейсерз»         | 78    | 18  | 33.0 | .516 | .354 | .820 | 7.9 | 3.2 | .8  | .2  | 16.2 |
| 1990–91            | «Індіана Пейсерз»         | 82    | 3   | 32.1 | .520 | .375 | .818 | 8.0 | 3.7 | .7  | .3  | 16.1 |
| 1991–92            | «Індіана Пейсерз»         | 80    | 4   | 32.6 | .536 | .324 | .828 | 9.6 | 3.9 | .8  | .5  | 17.3 |
| 1992–93            | «Індіана Пейсерз»         | 82    | 60  | 37.8 | .476 | .154 | .804 | 9.5 | 6.0 | 1.0 | .3  | 19.1 |
| 1993–94            | «Сіетл Суперсонікс»       | 81    | 80  | 33.7 | .493 | .324 | .769 | 5.6 | 3.4 | .9  | .1  | 15.0 |
| 1994–95            | «Сіетл Суперсонікс»       | 82    | 82  | 35.2 | .523 | .514 | .839 | 6.2 | 3.8 | 1.1 | .4  | 19.2 |
| 1995–96            | «Сіетл Суперсонікс»       | 63    | 60  | 34.9 | .486 | .408 | .776 | 5.2 | 4.4 | .9  | .1  | 17.1 |
| 1996–97            | «Сіетл Суперсонікс»       | 61    | 60  | 35.9 | .492 | .354 | .801 | 6.5 | 4.4 | 1.0 | .3  | 16.8 |
| 1997–98            | «Сіетл Суперсонікс»       | 78    | 78  | 35.2 | .487 | .415 | .844 | 7.1 | 4.4 | .8  | .2  | 15.8 |
| 1998–99            | «Сіетл Суперсонікс»       | 50    | 39  | 35.3 | .472 | .395 | .823 | 7.4 | 3.7 | .8  | .5  | 15.0 |
| 1999–00            | «Портленд Трейл-Блейзерс» | 77    | 6   | 21.6 | .432 | .404 | .833 | 4.3 | 2.6 | .5  | .2  | 7.5  |
| 2000–01            | «Портленд Трейл-Блейзерс» | 26    | 0   | 15.3 | .411 | .375 | .852 | 3.0 | 1.7 | .3  | .1  | 4.0  |
| Усього за кар'єру  | Усього за кар'єру         | 1,136 | 524 | 29.6 | .491 | .384 | .803 | 6.2 | 3.4 | .8  | .3  | 13.9 |
| В іграх усіх зірок | В іграх усіх зірок        | 3     | 0   | 17.0 | .455 | .250 | .333 | 3.7 | 2.3 | .0  | .3  | 7.7  |

### Плей-оф
| Сезон             | Команда                   | GP  | GS | MPG  | FG%  | 3P%  | FT%  | RPG  | APG | SPG | BPG | PPG  |
| ----------------- | ------------------------- | --- | -- | ---- | ---- | ---- | ---- | ---- | --- | --- | --- | ---- |
| 1986              | «Даллас Маверікс»         | 10  | 0  | 12.0 | .464 | .000 | .647 | 2.3  | 1.4 | .2  | .1  | 3.7  |
| 1987              | «Даллас Маверікс»         | 4   | 0  | 24.3 | .371 | .000 | .455 | 3.0  | 1.5 | .8  | .5  | 7.8  |
| 1988              | «Даллас Маверікс»         | 15  | 0  | 18.3 | .465 | .333 | .706 | 3.7  | 1.6 | .5  | .5  | 7.8  |
| 1990              | «Індіана Пейсерз»         | 3   | 3  | 41.7 | .489 | .000 | .938 | 7.3  | 1.7 | .7  | .3  | 20.3 |
| 1991              | «Індіана Пейсерз»         | 5   | 0  | 35.8 | .474 | .000 | .833 | 7.2  | 2.2 | .4  | .0  | 15.8 |
| 1992              | «Індіана Пейсерз»         | 3   | 0  | 40.0 | .383 | .500 | .893 | 13.0 | 2.3 | .7  | .3  | 21.0 |
| 1993              | «Індіана Пейсерз»         | 4   | 4  | 41.3 | .463 | .000 | .778 | 5.8  | 7.3 | .3  | .5  | 19.5 |
| 1994              | «Сіетл Суперсонікс»       | 5   | 5  | 34.8 | .520 | .333 | .867 | 5.4  | 2.0 | .2  | .6  | 18.6 |
| 1995              | «Сіетл Суперсонікс»       | 4   | 4  | 38.3 | .404 | .556 | .792 | 4.8  | 3.0 | .8  | .5  | 18.8 |
| 1996              | «Сіетл Суперсонікс»       | 13  | 13 | 37.6 | .475 | .368 | .750 | 5.0  | 3.2 | .7  | .2  | 16.0 |
| 1997              | «Сіетл Суперсонікс»       | 12  | 12 | 38.3 | .472 | .552 | .815 | 5.8  | 3.4 | 1.1 | .1  | 16.9 |
| 1998              | «Сіетл Суперсонікс»       | 10  | 10 | 37.5 | .512 | .143 | .816 | 7.7  | 3.9 | .7  | .1  | 16.1 |
| 2000              | «Портленд Трейл-Блейзерс» | 15  | 0  | 18.4 | .393 | .167 | .830 | 3.5  | 2.0 | .3  | .0  | 5.6  |
| 2001              | «Портленд Трейл-Блейзерс» | 3   | 0  | 10.7 | .667 | .667 | .667 | 1.7  | .3  | .0  | .0  | 4.7  |
| Усього за кар'єру | Усього за кар'єру         | 106 | 51 | 29.3 | .465 | .373 | .789 | 5.0  | 2.6 | .5  | .2  | 12.6 |